# Vincent Costi
 (décembre 2014).
Si vous disposez d'ouvrages ou d'articles de référence ou si vous connaissez des sites web de qualité traitant du thème abordé ici, merci de compléter l'article en donnant les références utiles à sa vérifiabilité et en les liant à la section « Notes et références ».
Vincent Costi est un auteur, compositeur, scénariste, directeur d'écriture et développeur de séries d'animation françaises né le 4 décembre 1965[réf. nécessaire]. 

## Biographie
Il a écrit plus d’une centaines d’épisodes, dirigé l’écriture de plusieurs séries et signé les bibles littéraires de certaines d’entre elles (Foot de rue, Les Minijusticiers et plus récemment, la série Le Ranch).

## Filmographie

### Direction d’écriture
- Le Ranch, saisons 1 et 2 (52 × 26 min)
Prix Jeunesse aux Lauriers de la Radio et de la Télévision du Club Audiovisuel de Paris
- Les P'tits Diables, saisons 1 et 2 (78 × 13 min)
- Angelo la Débrouille (78 × 7 min)
- Les Minijusticiers, saison 2
- Captain Biceps (78 × 7 min)

### Adaptateur
- Le Ranch
- Le Petit Prince / La Planète du Gargand
- Foot 2 rue
- Les Minijusticiers
- La Bande des minijusticiers

### Scénariste
Animation
- Le Ranch, saisons 1 et 2 (52 × 26 min)
- Calimero (104 × 13 min)
- Le Petit Prince
- Foot 2 rue extrême (39 × 26 min)
- Foot 2 rue, saisons 2 et 3 (52 × 26 min)
- Samson et Néon (78 × 7 min)
- Angelo la Débrouille (78 × 7 min)
Pulcinella Award de la meilleure série pour les enfants au festival Cartoons on the Bay, Italie
- Les P'tits Diables, saisons 1 et 2 (78 × 13 min)
- Spirou & Fantasio, saison 2 (13 × 26 min)
- Il était une fois... notre Terre (26 × 26 min)
- Captain Biceps (78 × 7 min)
- Les Minijusticiers, saisons 1 et 2 (78 × 7 min)
- Zoé Kézako, saisons 1 et 2 (52 × 13 min)
- :Pulcinella Award pour la meilleure série pour les enfants / Club audio-visuel de Paris 2005 : Laurier du meilleur programme jeunesse / Festival international de télévision de Luchon : Prix dans la catégorie des 8-10 ans / Nomination aux Emmy Awards internationaux à New York en 2005.

Séries
- Le juge est une femme, épisode « Mort en salle »
- Même âge, même adresse
- Paris enquêtes criminelles, épisode : « Le Justicier de l'ombre »

### Compositeur
Retour de flamme : compositions originales sur des films courts du début du XIXe siècle restaurés par Lobster Films